# Rouvres-les-Vignes
Rouvres-les-Vignes ist eine französische Gemeinde mit 114 Einwohnern (Stand: 1. Januar 2022) im Département Aube in der Region Grand Est. Sie gehört zum Arrondissement Bar-sur-Aube und zum gleichnamigen Kanton Bar-sur-Aube. 

## Lage
Sie ist umgeben von folgenden Nachbargemeinden:
| Colombé-le-Sec    |                                             | Saulcy, Rizaucourt-Buchey |
| Voigny            | Kompassrose, die auf Nachbargemeinden zeigt |                           |
| Lignol-le-Château |                                             | Colombey les Deux Églises |

## Bevölkerungsentwicklung

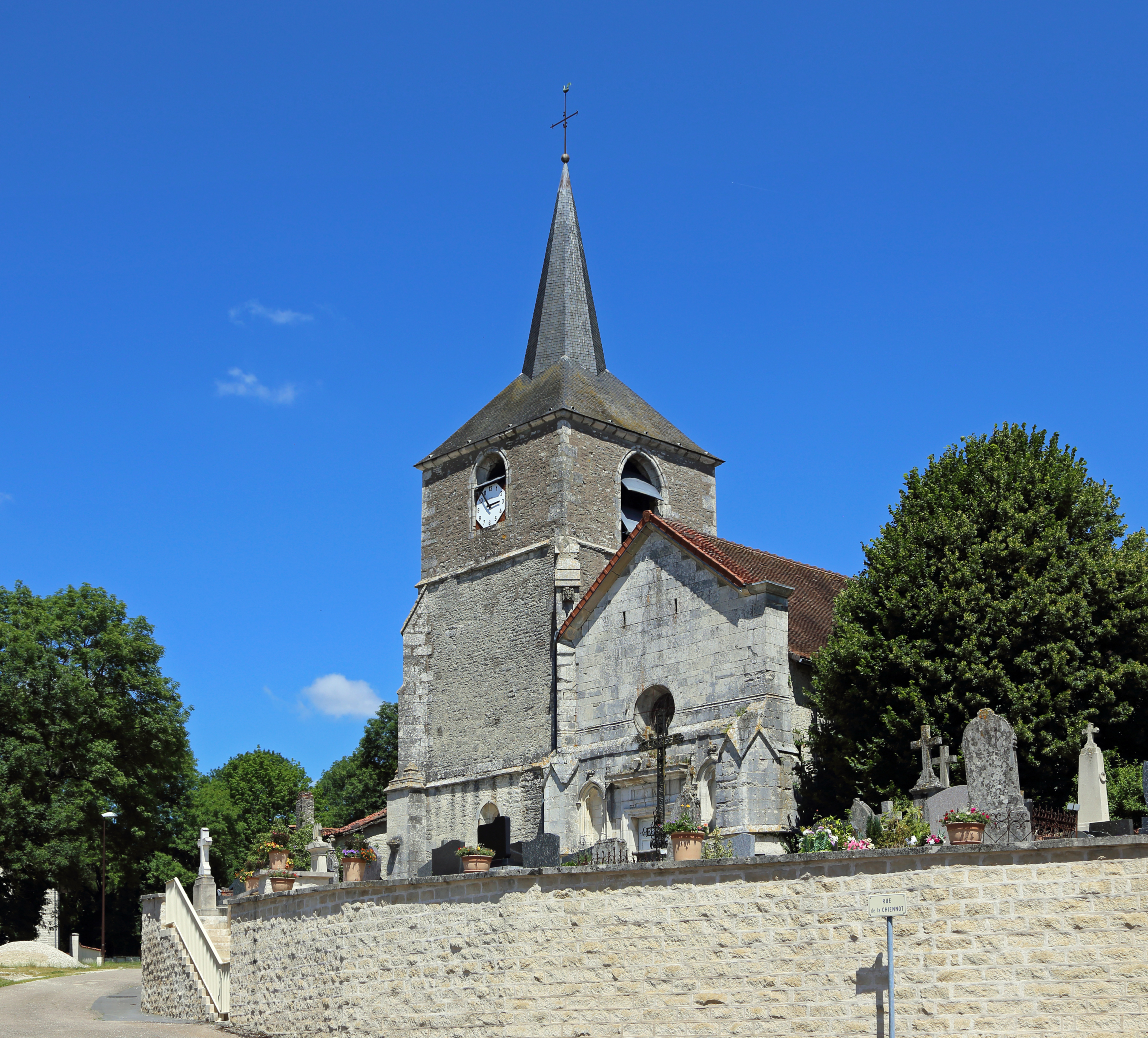
Kirche Saint-Maurice, Monument historique seit 1984

| Jahr                       | 1962 | 1968 | 1975 | 1982 | 1990 | 1999 | 2008 | 2017 |
| -------------------------- | ---- | ---- | ---- | ---- | ---- | ---- | ---- | ---- |
| Einwohner                  | 107  | 104  | 103  | 104  | 112  | 122  | 123  | 106  |
| Quellen: Cassini und INSEE |      |      |      |      |      |      |      |      |